# Indragningsmakten
Indragningsmakten, svensk myndighetsrätt att förhindra spridning av en tidning eller tidskrift genom att dra in tillståndet för vidare utgivning.
När censuren avskaffades i Sverige 2 december 1766 ställdes skriv- och tryckfriheten under lagens skydd och lämnades ostörd en tid. Med redan 1772 lade Gustav III fram den nya regeringsformen som de facto upphävde Tryckfrihetsförordningen. Gång på gång gjordes revideringar av bestämmelserna och till sist måste alla tryckalster underkastas kanslikollegiets kontroll – utgivandet blev därmed helt beroende av kungens godtycke. Efter Gustav III:s död fortsatte censuren.
Med 1809 års regeringsform återinfördes tryckfriheten formellt, men hovkanslern hade fortfarande rätt att inställa en skrift om han ansåg den smädande eller "vådlig" för allmän säkerhet. I själva verket bestod indragningsmakten, och indragningen skedde utan dom och rannsakning, utan att författaren fick veta varför eller möjlighet att försvara sig.
Åren 1835–38 tillämpades den fjorton gånger för att stoppa Aftonbladet. Lars Johan Hierta fortsatte envist att ge ut tidningen, men efter varje indragning med förändrat namn och ny ansvarig utgivare. Även andra tidningar agerade på ett liknande sätt för att kringgå lagen bland annat Göteborgs Handels- och Sjöfartstidning.
Som motiv för indragning angav hovkanslern vanligen att en tidningsartikel var smädlig till sitt innehåll eller vådlig för allmän säkerhet eller förgriplig mot utländska makter, särskilt Ryssland. Men även andra stora och små potentater – inbegripet påven – ansåg sig hovkanslern behöva skydda mot Aftonbladets smädelser.
Indragningsmakten hade tillkommit dels som en följd av en del tidningars andel i Fersenska mordet, dels i syfte att förekomma uttalanden i tidningspressen som kunde bli farliga med hänsyn till Sveriges vanskliga förhållande till främmande makter. Särskilt var det av vikt att inte det förbund med Ryssland, som Karl Johan var i färd med att anknyta, stördes genom att den allmänna folkstämning som var emot förbundet kom fram i tidningspressen. Så länge indragningsmakten höll sig till denna uppgift fann sig även mycket frispråkiga publicister villigt i att man lade band på det offentliga ordet. Men när indragningsmakten missbrukades till att stävja kritik av rikets styrelse utbröt missnöje.
Den ryktbaraste och mest impopuläre utövaren av indragningsmakten var en avfälling från det liberala partiet, hovkanslern Jakob August von Hartmansdorff. På 1812 års riksdag hade han varit en av dem som uppträdde mot att man skulle bevilja regeringen den indragningsmakt som han själv på äldre dagar skulle komma att utöva.
Sedan den förlorat sin praktiska betydelse upphävdes lagen 1844.